# 大坪草次郎
大坪 草次郎（おおつぼ そうじろう、本名：正英（まさひで）、1965年2月21日 - 2020年1月28日）は、日本の音楽映像監督。横浜市生まれ。LUNA SEA、BUCK-TICK、GLAY、L'Arc〜en〜Ciel、矢沢永吉、長渕剛、KinKi Kids、globe、などに代表されるMVやライブ映像をのちの世代に大きな影響を与えた日本を代表する音楽映像監督の1人。1994年、LUNA SEA「ROSIER」で第36回日本レコード大賞ミュージックビデオ賞を受賞。

## 来歴
1983年、横浜放送映画専門学院（のちの日本映画大学）に入学。
1984年7月、池袋文芸坐ル・ピリエで開催された「オールナイト・フィルムGIG」の上映会場で、会場に入りきれずパンクスが暴れる様子に感動、主催者・安田潤司に「俺もこういうことがしたい。なんか手伝わせて下さい」と直談判。8月、池袋文芸坐ル・ピリエで開催された「PUNKS 5DAYS」でデッド・ケネディーズの音楽に合わせて作った5分間のイメージ8mmフィルム作品「カスッカスッ」（監督名義/Mオーツボ）にて監督デビュー。18歳。同時上映は「パンクス青の時代」「G.I.S.M.」「ちょっとの雨ならがまん」安田潤司、「アジアの逆襲」石井聰互、「闇のカーニバル」山本政志、「無防備教室」諸沢利彦、「アナーキー/ノットサティスファイド」太田達也、「カンカンランラン」塚本雪介。
1984年、安田潤司と共にPUNK映像レーベルP.P.P.projectを設立。1985年より同レーベルからG.I.S.M.のライブ・ビデオ「Performance (1985年)」「BOOTLEG 1986(1986年)」、「Gay Individual Social Mean - Subj & Egos, chopped(1995年)」、「+R, Regicide Reverberation(2002年)」を発売、全作品に撮影、監督補として参加（“Profile”.   安田映像研究所/P.P.P.project. 2020年2月20日閲覧。）
1985年、当時のポストパンクシーンのドキュメント映画『aura aurora/オーラ・オーロラ』（出演：あぶらだこ、アレルギー、マダム・エドワルダ、サディ・サッズ/8mm/60分）を監督、六本木OM、池袋文芸坐ル・ピリエなどで上映。元来、大坪はアート、ファッションなどスタイリッシュでデザインアップされたライフスタイルを志向しており、P.P.P.projectでは、パンク、ハードコア・パンク作品を創る安田に対し、大坪はポジティブ・パンクやビジュアル系的な要素を持つアーティストの作品を好み撮影、後のLUNA SEA・BUCK-TICKなどのMV作品へと繋がる。
1988年、LINE-UP「Tonight」のMVを監督、この作品のプロデューサー相原裕美（当時ビクター音楽産業）は、これ以後、The ピーズ、マルコシアス・バンプ、高橋由美子、レピッシュでも大坪作品のプロデューサーをしている。
1993年、LUNA SEAのデビュー曲「BELIEVE」MVを監督、以後シングル「I for You」MVまで11作品を監督、ライブDVDでは2008年「GOD BLESS YOU ～One Night Dejavu～」から2012年公開の3D映画「3D IN LOS ANGELES」など多くの作品を監督（LUNA SEAオフィシャルサイト参照）
1994年、LUNA SEA「ROSIER」で第36回日本レコード大賞ミュージックビデオ賞を受賞。LUNA SEA以外にもBUCK-TICK、L'Arc〜en〜Ciel、エレファントカシマシ、矢沢永吉、長渕剛、KinKi Kids、globe、Modern grey、DJ KRUSHほか多数の作品を監督。
2001年、河村隆一プロデュースMOVIE「So faraway （95分）」を監督、初の長編オリジナル作品となり赤坂BLITZにて上映された。この作品の書籍で大坪は「この映画を作るとき、ここ十数年履いていた、MVのディレクターという靴を脱いで裸足で歩いてみました。痛い思いもしたけど、それは、ガキンチョのころに戻れたようでとても気持ちのいい感覚でした。全ての事柄には終わりがあるからこそ、今この瞬間を大切に。生まれ変わったらまた会おう」とメッセージを残している。
2007年4月、エイベックス・マーケティング映像制作事業部にプロデューサー/演出として所属。
2008年5月、L'Arc〜en〜Cielのフランス,パリでのライブ生上映を監督。この映像は日本全国5ヶ所の映画館において、世界初となる海外コンサートの同時中継となった。
2019年『aura aurora/オーラ・オーロラ』デジタルリマスター版が、新宿K'sシネマでリバイバルロードショーされ全回全席完売となる。
2020年1月、永眠。逝去に際してLUNA SEAのオフィシャルサイトにメンバーからの追悼文が掲載された。(“メンバーからのご報告”.   LUNA SEA. 2020年2月13日閲覧。INORANもブログで思いを語りその死を惜しんだ。(“音楽を愛するということ”.   INORAN 公式ブログ. 2020年2月15日閲覧。)

## 監督作品
- 1984年
  - 「カスッカスッ」(8mm/5分)
- 1985年
  - 「aura aurora/オーラ・オーロラ」(劇場公開映画8mm/60分)
    - 出演：あぶらだこ、アレルギー、マダム・エドワルダ、サディ・サッズ
- 1988年
  - 「LINE-UP/Tonight」MV
- 1989年
  - 「LINE-UP/Cry for the Moon」 MV
  - 「LINE-UP/V-1」（ビデオパッケージクリップ集）
  - 「The ピーズ/バカになったのに」ライブMV（川崎クラブチッタ）
  - 「G.D.FLICKERS / HEY!BAD FRIEND」MV
- 1990年
  - 「マルコシアス・バンプ」浅草常盤座ライブMV
- 1991年
  - 「マルコシアス・バンプ/天使の分け前」セルビデオ
  - 「高橋由美子/Promotion -Yumiko Takahashi First Live」ライブビデオ
- 1992年
  - 「LUNA SEA/IMAGE or REAL」渋谷公会堂ライブ
  - 「マルコシアス・バンプ/シセリアのまつげの下で」MV
  - 「マルコシアス・バンプ/ヘラクレス」セルビデオ
  - 「高橋由美子/夏だ由美子だ全員集合」ライブビデオ
  - 「高橋由美子/アチチッチ」MV
- 1993年
  - 「LUNA SEA / Sin After Sin」武道館ライブ
  - 「LUNA SEA / BELIEVE」MV
  - 「LUNA SEA / IN MY DREAM (WITH SHIVER)」MV
- 1994年
  - 「LUNA SEA / ROSIER」MV
  - 「LUNA SEA / TRUE BLUE」MV
  - 「TOKYO DEEP」NHK BS番組
  - 「TUBE / LIVE AROUND SPECIAL '94 F・S・F The Concert / LIVE AROUND SPECIAL '94 F・S・F The Documentary」ライブビデオ
  - 「modern grey / 花は何処に行った」MV
- 1995年
  - 「SOFT BALLET」ライブビデオ、安田潤司、丹修一と共作
  - 「レピッシュ/UTOPIA」MV
  - 「LUNA SEA / MOTHER」MV
  - 「LUNA SEA / DESIER」MV
  - 「WORLD CLUB SCENE in ロンドン」NHK BS
  - 「modern grey / 最後の言葉」MV
  - 「modern grey / Lemon 〜あなたがそばにいてほしい」MV
- 1996年
  - 「LUNA SEA / LUNATIC TOKYO」東京ドームライブVIDEO
  - 「LUNA SEA / END OF SORROW」MV
  - 「LUNA SEA / IN SILENCE」MV
  - 「SOPHIA / Early summer rain」MV
  - 「つながった世界 / アイ ハ ナニ」modern grey 大西貴美主演 / NHK BS2「真夜中の王国」ショートムービー6話監督
  - 「modern grey / 世界で一番はかない夜に」MV
- 1997年
  - 「LUNA SEA / REW」横浜スタジアム他ライブビデオ
  - 「J / PY OMANIA O '97～Crime cene～」DVD
  - 「J / but you said I'm useles」MV
  - 「矢沢永吉 / still」MV
  - 「矢沢永吉 / あの日のように」MV
  - 「Eins:Vier / to the FLAT」セルビデオ
  - 「globe / Anytime smokin' cigarette」MV
  - 「globe / TK-globeの裏側」日本初の4大ドームツアードキュメント
- 1998年
  - 「LUNA SEA / STORM」MV
  - 「LUNA SEA / SHINE」MV
  - 「LUNA SEA / I for You」MV
  - 「石橋凌 / 言魂」ドキュメント
- 1999年
  - 「エレファントカシマシ / 真夜中のヒーロー」MV
  - 「LUNA SEA / CAPACITY∞LIVE!」ライブビデオ
  - 「LUNA SEA / CAPACITY∞DOCUMENT!」 LIVEドキュメント
- 2000年
  - 「DJ KRUSH featuring ACO、TWIGY / Tragicomic」MV
  - 「Kinki Kids / 夏の王様」MV
  - 「ЯKS featuring KOKIA / melody」MV 河村隆一プロデュース
- 2001年
  - 「so faraway」主演・音楽：河村隆一、出演：エンリケ、和香/映画/95分
  - 「河村隆一 / Nē」MV
  - 「河村隆一 / 静かな夜は二人でいよう」MV
  - 「岡北有由/ 咲イテ」MV
  - 「岡北有由/ 空が泣いてる」MV
  - 「GO!GO!7188 / あぁ青春」MV
  - 「ケリー・チャン / ASK」MV
  - 「堂本剛 / 百年ノ恋」MV
  - 「島谷ひとみ / 市場に行こう」MV
- 2002年
  - 「BUCK-TICK / TOUR2002 WARP DAYS 20020616 BAY NK HALL」ライブビデオ
- 2003年
  - 「BUCK-TICK / 残骸」MV
  - 「Angelina / babybayboo」MV
  - 「Angelina / Pathetic」MV
  - 「GLAY / BEAUTIFUL DREAMER」MV
- 2004年
  - 「the GazettE / 飼育れた春、変われぬ春」MV
  - 「櫻井敦司 初ソロLIVE映像作品-EXPLOSION- 愛の惑星 Live 2004」
  - 「GLAY / 南東風」MV
- 2005年
  - 「岡北有由/ 灰色ラブソング」MV
  - 「ARB / TOKYO OUTSIDER」MV
  - 「ARB / 反逆のブルースを歌え」MV
  - 「globe / Here I Am2005」MV
  - 「Ricken's / BE FREE」MV
- 2006年
  - 「Fake? / USED TO BE A BAD THING」MV
  - 「TVK 音楽情報番組 / Channel-a」2007年6月まで
- 2007年
  - 「清木場俊介 / SAKURA」MV
- 2008年
  - 「LUNA SEA / GOD BLESS YOU 〜One Night Dejavu〜」ライブDVD
  - 「L'Arc〜en〜Ciel / Are you ready? 2007 またハートに火をつけろ! in OKINAWA」DVD
  - 「L'Arc〜en〜Ciel / フランス,パリ,ライブ生上映」日本全国5ヶ所の映画館において同時中継
  - 「音速ライン / ポラリスの涙」MV
  - 「音速ライン / 半分花」MV
- 2009年
  - 「L'Arc〜en〜Ciel / LIVE IN PARIS」 DVD
  - 「長渕剛 / 蝉 semi」
  - 「長渕剛 / 30th Anniversary BOX from TSUYOSHI NAGABUCHI PREMIUM」DVD
  - 「GLAY / ピーク果てしなくソウル限りなく」MV
- 2010年
  - 「L'Arc〜en〜Ciel / TOUR 2008 L'7 〜Trans ASIA via PARIS〜」 DVD
  - 「LUNA SEA / NEVER SOLD OUT CAPACITY∞」ライブDVD
  - 「LUNA SEA / 20th ANNIVERSARY WORLD TOUR REBOOT -to the New Moon-」ライブDVD
  - 「LUNACY 黒服限定GIG ～the Holy Night～」ライブDVD
- 2012年
  - 「L'Arc〜en〜Ciel / WORLD TOUR 2012 LIVE at MADISON SQUARE GARDEN」 DVD
  - 「LUNA SEA / 3D IN LOS ANGELES」3Dライブムービー
- 2013年
  - 「L'Arc〜en〜Ciel / 20th L'Anniversary WORLD TOUR 2012 THE FINAL LIVE at 国立競技場」 DVD
  - 「INORAN / I’m here」ロードムービーDVD
  - 「BUCK-TICK / FISH TANKer's ONLY 2013」
  - 「HAN-KUN / HALL TOUR2013 LEGEND～ROAD TO ZION～」
  - 「healah / LOVE」MV
- 2014年
  - 「L'Arc〜en〜Ciel / LIVE 2014 at 国立競技場」 DVD
  - 「BUCK-TICK / metaform nights OR ANARCHY」 Zepp Tokyo公演ニコ生
- 2015年
  - 「BUCK-TICK / FISH TANKer's ONLY 2014」
- 2017年
  - 「TETSUYA / THANK YOU」DVD
  - 「L'Arc〜en〜Ciel / LIVE 2015 L'ArCASINO」 DVD
  - 「BUCK-TICK / FISH TANKer's ONLY 2017」
- 2018年
  - 「TETSUYA/ 15th ANNIVERSARY LIVE」DVD
  - 「L'Arc〜en〜Ciel / 25th L'Anniversary LIVE」 DVD
  - 「BUCK-TICK / 美醜LOVE,IGNITER」,「Ophelia」（アルバム「No.0」初回盤付属MV/VR映像）
  - 「BUCK-TICK / TOUR No.0 - Guernican Moon -」 豊洲PIT公演ニコ生
- 2019年
  - 「L'Arc〜en〜Ciel / LIVE 2018 L'ArChristmas」 DVD
  - 「BUCK-TICK / TOUR No.0」
  - 「BUCK-TICK / FISH TANKer's ONLY 2018」
  - 「Lucky Kilimanjaro / LIVE@WWW」
- その他
  - 「ブルボン / プチカウントダウン」CM 出演：嵐
  - 「J - phone / 2人でトーク」CM 出演：ケリーチャン、伊勢谷佑介

他多数